# Ruggero
Ruggero bzw. seltener Ruggiero ist ein italienischer männlicher Vorname, die italienische Form des deutschen Vornamens Rüdiger mit der Bedeutung ruhmreicher Speerkämpfer. Weiteres zur Herkunft des Namens siehe hier.

## Namensträger
- Ruggero Benussi (1924–2004), italienischer Politiker
- Ruggero Berlam (1854–1920), italienischer Architekt
- Ruggero Bonghi (1826–1895), italienischer Altphilologe, Politiker, Schriftsteller und Journalist
- Ruggero Deodato (1939–2022), italienischer Filmregisseur
- Ruggero Dollfus (1876–1948), Schweizer Politiker
- Ruggero Franceschini (1939–2024), Erzbischof von İzmir (Türkei)
- Ruggiero Giovannelli (~1565–1625), italienischer Sänger, Kapellmeister, Komponist
- Ruggero Leoncavallo (1857–1919), italienischer Komponist
- Ruggero Marzoli (* 1976), italienischer Radrennfahrer
- Ruggero Oddi (1864–1913), italienischer Anatom
- Ruggero Pasquarelli (1993), italienischer Sänger, Schauspieler, Moderator
- Pier Ruggero Piccio (1880–1965), italienischer Jagdflieger, General und Senator
- Ruggero Raimondi (* 1941), italienischer Opernsänger und Filmschauspieler
- Ruggiero Ricci (1918–2012), US-amerikanischer Violinist italienischer Herkunft
- Ruggiero Rizzitelli (* 1967), italienischer Fußballspieler
- Ruggero Settimo (1778–1863), sizilianischer Fürst und Politiker
- Ruggero Verroca (* 1961), italienischer Ruderer